# Heliocopris biimpressus
Heliocopris biimpressus là một loài bọ cánh cứng trong họ Bọ hung (Scarabaeidae).